# .pg
.pgは国別コードトップレベルドメイン（ccTLD）の一つで、パプアニューギニアに割り当てられている。
.com.pg、.net.pg、.ac.pg、.gov.pg、.mil.pg、.org.pgのいずれかの第二レベルドメインの下に登録される。
紛争処理手法は、2000年以前のネットワーク・ソリューションズに類似している。